# Partholón
Partholón, en la tradició històrica medieval irlandesa, fou el líder del segon grup de gent que es va assentar a Irlanda, suposadament els primers a arribar després del diluvi universal. Hi arribaren 2520 anys abans de la creació del món (Anno Mundi segons la cronologia dels Annals dels quatre mestres, 2061 aC segons la cronologia de Geoffrey Keating, i en el temps d'Abraham segons els historiadors sincrònics irlandesos. Probablement és una invenció del postcristianisme medieval, el seu nom pot haver estat pres d'un "Bartomeu" que apareix a les històries cristianes de Sant Jeroni d'Estridó i Isidor de Sevilla.

## Antecedents
La primera referència que ens ha arribat de l'assentament de Partholón és la Historia Brittonum, una compilació britànica del segle IX escrita en llatí atribuïda a un tal Nennius. Aquí, es diu que "Partolomus" havia arribat a Irlanda amb un miler de seguidors, qui es multiplicaren fins als quatre mil, i aleshores van morir tots en una setmana a causa d'una plaga.
L'irlandès Lebor Gabála Érenn (Llibre de les Invasions d'Irlanda), compilat en el segle xi, ens diu més. Partholón era el fill de Sera, fill de Sru, descendent de Magog, fill de Jàfet, fill de Noè. Va arribar a Irlanda procedent d'Orient Mitjà travessant Anatòlia, Grècia, Sicília i Ibèria, i hi arribà 300 o 312 anys després del diluvi, desembarcà un dimarts 14 de maig a Inber Scéne (Kenmare a Kerry Sud). La seva arribada està sincronitzada amb el 60è aniversari d'Abraham. Amb ell venien la seva esposa Dalgnat, els seus tres fills Sláine, Rudraige i Laiglinne, llurs esposes Nerba, Cichba i Cerbnad, i un miler de seguidors.
En la compilació de Seathrún Céitinn Foras Feasa ar Érinn (segle XVII) Partholón rep una història de fons lleugerament diferent. Era fill de Sera, rei de Grècia, i marxà de la seva pàtria després d'assassinar el seu pare i la seva mare. Va perdre el seu ull esquerre en l'atac als seus pares. Ell i els seus seguidors marxaren de Grècia, salparen via Sicília cap a la península Ibèrica, d'on arribaren a Irlanda per l'Oest, en un viatge de set anys.
En el t emps de l'arribada de Partholón a Irlanda només hi havia tres llacs, nou rius i una planura. Va aplanar més territori i van sorgir set llacs més. Tres (o deu, o 17) anys després de la seva arribada, Partholón derrotà els fomorians liderats per Cíocal a Magh Ithe, en la primera batalla lliurada a Irlanda.
Un poema al Lebor Gabála, ampliat per Céitinn, explica com Partholón i la seva esposa vivien en una illa petita al cap de l'estuari del riu Erne. Una vegada, mentre Partholón explorava els seus dominis, la seva esposa, Delgnat, va seduir un servent, Topa. Després van beure de l'ale de Partholón, que només es podia beure en un tub d'or. Partholón va descobrir l'afer quan va beure la seva ale i va reconèixer el gust de les boques de Delgnat i Topa al tub. Enfurismat, va matar Topa i al gos de la seva esposa. Però Delgnat no es va penedir i va insistir que la culpa era del mateix Partholón, perquè deixar-los sols era com deixar mel a una dona, llet a un gat, bones eines a un artesà o llaminadures a un infant, i esperar que no se n'aprofités. Està registrat com el primer adulteri i la primera gelosia a Irlanda. L'illa on vivien fou anomenada Inis Saimera per Saimer, el gos de Dalgnat.
Segons el Lebor Gabála, Partholón i els seus seguidors, cinc mil homes i quatre mil dones, van morir d'una plaga en una sola setmana, a Senmag, la "plana vella", vora l'actual Tallaght. Fonts posteriors afirmen que Partholón hi va morir trenta anys després d'arribar a Irlanda, i que la resta del seu poble també va morir d'una plaga, segons els Annals dels quatre mestres, 270 anys més tard en el mes de maig. Però un home va sobreviure, Tuan, fill de Starn, germà de Partholón. A través d'unes sèries de transformacions animals, va sobreviure al llarg dels segles per a renéixer com a fill d'un cabdill anomenat Cairell en temps de Colm Cille (segle vi). Recordava tot el que havia vist, i així es va preservar la història de Partholón.
Tait, germà de Partholon, fou el besavi de Nemed.